# ハイフォンFC
ハイフォンFC（ベトナム語: Câu lạc bộ Bóng đá Hải Phòng、英語: Hải Phòng Football Club）は、ベトナムの都市ハイフォンにホームを置くサッカークラブである。
かつてはコンアン（公安、ベトナム語で警察の意）に属するサッカークラブだった。2009年に元ブラジル代表のデニウソンと契約したが、1試合のみの出場で退団した。

## クラブ名の遍歴
- -2002年 : コンアン・ハイフォン (Công an Hải Phòng)
- 2002年-2005年 : テップ・ヴェト・ウック・ハイフォン (Thép Việt Úc - Hải Phòng)
- 2005年-2006年 : ミツスター・ハイアール・ハイフォン (Mitsustar Haier Hải Phòng)
- 2007年 : ヴァンホア・ハイフォン (Vạn Hoa Hải Phòng)
- 2007年-2010年 : シマン・ハイフォン (Xi măng Hải Phòng)
- 2010年-2012年 : Vicemハイフォン (Vicem Hải Phòng)
- 2013年 : シマンVicemハイフォン (Xi măng Vicem Hải Phòng)
- 2014年 : ハイフォン (Hải Phòng)
- 2015年 : LGハイフォン (LG Hải Phòng)[2]

## タイトル
- ベトナムカップ：1回
  - 1995
- ベトナムスーパーカップ：1回
  - 2005

## 歴代所属選手
- デニウソン 2009
- アドリアーノ・シュミット（英語版） 2018-
- マーティン・ロー（英語版） 2020-
- グエン・フン・アイン（英語版） 2020-